# Anshar Sulcus
L'Anshar Sulcus è una struttura geologica della superficie di Ganimede.